# Detlef Fuhrmann
Detlef Fuhrmann (* 22. Juli 1953 in Lutherstadt Eisleben) ist ein ehemaliger deutscher Speerwerfer, der für die DDR startete.
Bei den Olympischen Spielen 1980 in Moskau wurde er Siebter.
1974 und 1979 wurde er DDR-Vizemeister.
Seine persönliche Bestleistung von 89,46 m stellte er am 31. Mai 1980 in Potsdam auf.
Detlef Fuhrmann startete für den SC Chemie Halle.